# Daimler-Benz DB 600
Daimler-Benz DB 600 byl německý letecký motor. Šlo o kapalinou chlazený, vidlicový dvanáctiválec. Montoval se do hlavně do předválečných typů letounů Messerschmitt Bf 110, Heinkel He 111 a dalších. Jako další stupně jeho vývoje vznikly motory DB 601 (místo karburátoru vstřikování) a DB 603 (s přímým vstřikováním a větším vrtáním).

## Varianty
DB 600 A/B1,000 PS (986 hp, 735 kW) při 2400 ot/min na úrovni mořské hladiny s 5-minutovým Kurzleistung (krátkodobý výkon)
DB 600 C/D850 PS (838 hp, 625 kW) při 2250 ot/min na úrovni mořské hladiny s minutovým  Erhöhte Kurzleistung (zvýšený krátkodobý výkon)
910 PS (898 hp, 669 kW) při 2400 ot/min ve 4 000 m (13 000 ft) s 5-minutovým  Kurzleistung
DB 600 Ga/Ha1050 PS (1036 hp, 772 kW) při 2400 ot/min na úrovni mořské hladiny s minutovým Erhöhte Kurzleistung
1050 PS (1036 hp, 772 kW) při 2400 ot/min v 3 600 m (11 800 ft) s 5-minutovým Kurzleistung

## Specifikace (DB 600C)

### Technické údaje
- Typ: Kapalinou chlazený, přeplňovaný, pístový, invertní dvanáctiválec do V (60°)
- Vrtání: 150 mm
- Zdvih: 160 mm
- Objem válců: 33,9 l
- Délka: 1 720 mm
- Šířka: 712 mm
- Výška: 1 000 mm
- Suchá hmotnost: 575 kg

### Součásti
- Ventilový rozvod: Dva sací ventily a dva sodíkem chlazené výfukové ventily na jeden válec, rozvod OHC.
- Kompresor: Jednostupňový, jednorychlostní odstředivý kompresor, poháněný přes ozubená kola
- Palivová soustava: karburátor
- Palivo: 87-oktanový benzín
- Mazací soustava: Suchá kliková skříň s jedním tlakovým a dvěma odsávacími čerpadly
- Chladicí soustava: Chlazení kapalinou

### Výkony
- Výkon: 773 kW při 2 400 ot./min. (vzletový výkon)
- Měrný výkon: 22,8 kW/l
- Kompresní poměr: 6,8:1
- Měrná spotřeba paliva: 302-315 g/(kW•h)
- Poměr výkon/hmotnost: 1,34 kW/kg